# Гэри (город, Миннесота)
Гэри (англ. Gary) — город в округе Норман, штат Миннесота, США. На площади 0,8 км² (0,8 км² — суша, водоёмов нет), согласно переписи 2002 года, проживают 215 человек. Плотность населения составляет 258,3 чел./км².
- Телефонный код города — 218
- Почтовый индекс — 56545
- FIPS-код города — 27-23246[1]
- GNIS-идентификатор — 0644055[2]